# Dawn Groszko
Dawn Groszko (25 de julio de 1967) es una deportista canadiense que compitió en tiro con arco, en la modalidad de arco compuesto. Ganó dos medallas de bronce en el Campeonato Mundial de Tiro con Arco en Sala de 2018, en las pruebas individual y por equipo.

## Palmarés internacional
| Campeonato Mundial en Sala | Campeonato Mundial en Sala | Campeonato Mundial en Sala | Campeonato Mundial en Sala |
| Año                        | Lugar                      | Medalla                    | Prueba                     |
| -------------------------- | -------------------------- | -------------------------- | -------------------------- |
| 2018                       | Yankton (Estados Unidos)   | Medalla de bronce          | Individual                 |
| 2018                       | Yankton (Estados Unidos)   | Medalla de bronce          | Equipo                     |